# Бартенев, Леонид Леонидович
Алексей Николаевич Зимин (30 августа (11 сентября) 1861, Омск — после 1916) — педиатр, профессор на кафедре детских болезней Томского университета.

## Работы
- К вопросу о лечении paroz nocturmus infantum in sommo // Русские медицинский вестник. 1903. № 9.

## Архивные источники
- Российский государственный исторический архив (РГИА). Ф. 733. Оп. 150. Д. 855;
- Государственный архив Томской области (ГАТО). Ф. 102. Оп. 9. Д. 66;